# Pavel Derevianko
Pavel Iouriévitch Derevianko (russe : Павел Юрьевич Деревянко), né le 2 juillet 1976 à Taganrog, est un acteur russe de théâtre et de cinéma.

## Biographie
Pavel Derevianko naît le 2 juillet 1976	à Taganrog, dans l'oblast de Rostov.
Étudiant en deuxième année au GITIS, il met en scène avec ses camarades de classe, La Barrique à ras bord, de Vassili Axionov.
Le réalisateur Alexandre Kott le remarque à cette occasion.
Trois ans plus tard, donnant les premiers tours de manivelle de son film, Deux chauffeurs roulaient, Alexandre Kott tient à donner le rôle principal à ce jeune homme talentueux. Pavel, alors en pleine répétition de La Cuisine, pièce mise en scène par Oleg Menchikov, ne peut pas refuser la proposition d'Alexandre Kott.

« Menchikov avait un projet théâtral où je jouais un petit rôle. Et là on me proposait de tourner dans un film, et, d'y tenir le rôle principal. En comparant cela, avec en plus l'expédition dans la taïga, qui n'est pas à côté... Il faut faire des choix, même s'ils ne sont pas agréables pour tous. J'ai fait mon choix. »

— Pavel Derevianko.
Dans ce long-métrage, Deux chauffeurs roulaient, on lui propose de jouer le légendaire chauffeur Kolka Sneguirev, héros de la chanson populaire La Route de Tchouï, garçon charmant et enjoué, qui tombe amoureux de Raïka, fille de chauffeur, interprétée par Irina Rakhmanova. Le film a été chaleureusement accueilli par le public et a assuré à Pavel son premier succès.

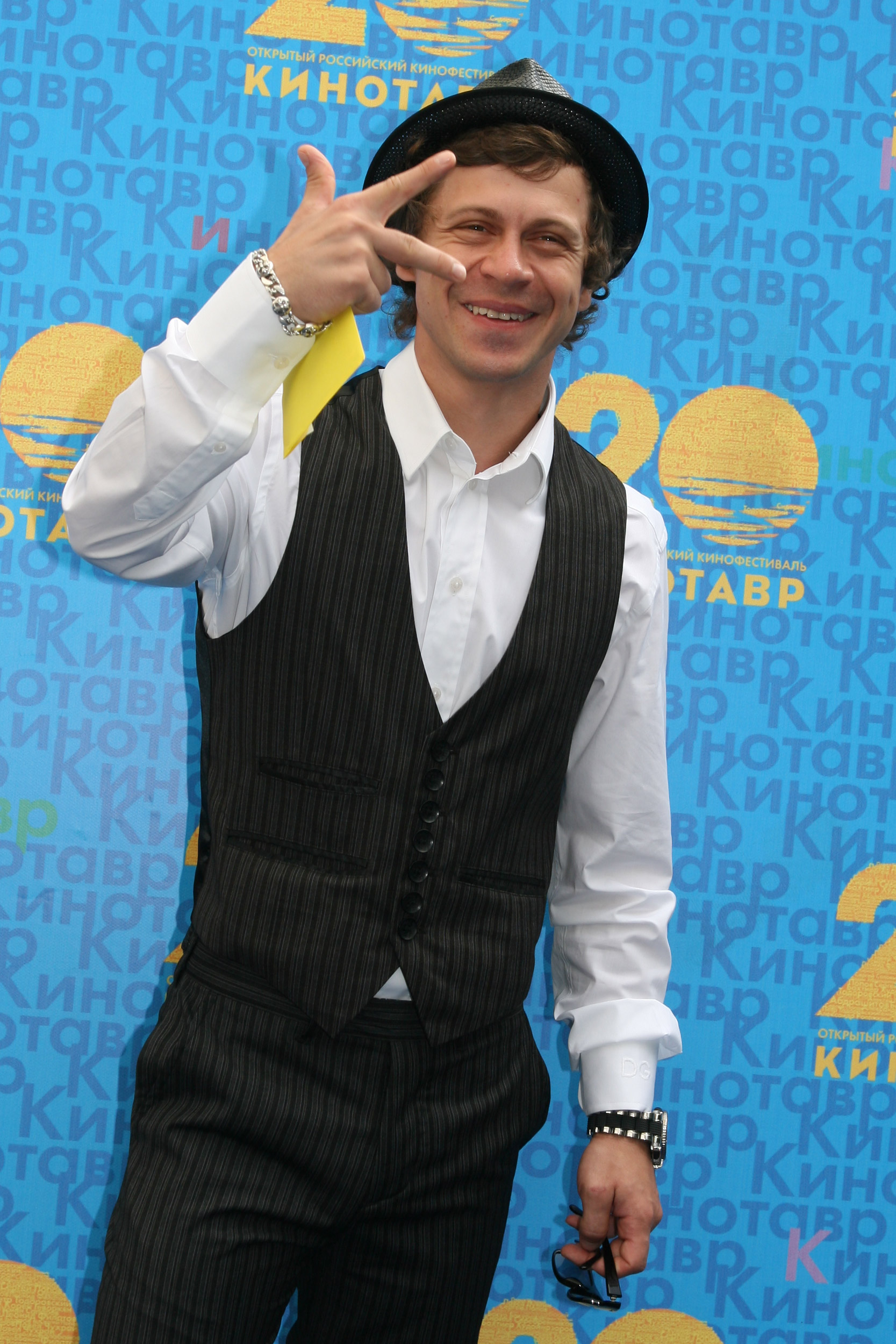
Pavel Derevianko au festival Kinotavr 2009.

L'année suivante, il joue dans la série télévisée Le Secteur. Puis il tient des rôles secondaires dans des superproductions : un milicien ivre qui fait un esclandre dans un train, dans le film de guerre Antikiller 2, ou, le criminel Tsypa dans la série télévisée Bataillon pénal (bataillons de criminels condamnés pénalement, formé durant la Seconde Guerre mondiale).
Acteur populaire en Russie, on le découvre à l'étranger grâce à son interprétation de l'espion russe Choura Ossétchkine, alias Standartenführer Schurenberg, dans la comédie Hitler est kaput ! Tout comme dans cette comédie, il tient le premier rôle dans ce qui peut en être considéré comme la suite, Rjevski contre Napoléon, où il campe le personnage du colonel Rjevski.

## Rôles au théâtre
- Roberto Succo : Roberto Succo
- La Dame attend, la clarinette joue, pièce de Michael Christopher : un jeune amoureux
- Le Maître et Marguerite, d'après le roman de Boulgakov : le chat Béhémoth
- Oncle Vania, pièce de Tchekhov : Oncle Vania
- Le Portrait, d'après la nouvelle de Gogol : le peintre Tchartkov

## Filmographie
- 2001 : Deux chauffeurs roulaient
- 2003 : Le Secteur
- 2003 : Antikiller 2
- 2003 : Baboussia
- 2004 : Bataillon pénal
- 2005 : Aime-moi
- 2005 : Boxe de l'ombre : Timokha
- 2008 : Les Frères Karamazov
- 2008 : Plus un
- 2008 : Hitler est kaput !
- 2009 : À la mer !
- 2010 : La Bataille de Brest-Litovsk
- 2010 : L'Amour dans les mégalopoles 2
- 2010 : Soleil trompeur 2
- 2012 : Rjevski contre Napoléon
- 2016 : Les Super Bobrov
- 2017 : Saliout 7
- 2018 : Les Super Bobrov. Les vengeurs du peuple
- 2021:  Le Petit Cheval bossu